# 東英村
東英村（ひがしあがたむら）は、石川県河北郡にあった村。現在の津幡町中心部の北西、七尾線能瀬駅の周辺にあたる。

## 地理
- 湖沼 ： 河北潟
- 河川 ： 能瀬川

## 歴史
- 1889年（明治22年）4月1日 - 町村制の施行により、舟橋村、加茂村、谷内村、能瀬村及び領家村の区域をもって、東英村が発足する。
- 1898年（明治31年）4月24日 - 七尾鉄道（後の七尾線）が開通。当時駅は開設されず。
- 1907年（明治40年）8月10日 - 東英村及び種谷村が合併して、英田村が発足する。

## 交通

### 鉄道路線
現在旧村域に七尾線の能瀬駅が所在するが、当時は未開業。